# Amor e Revolução
Amor e Revolução é uma telenovela brasileira que foi produzida e exibida pelo SBT em 5 de abril de 2011 até 13 de janeiro de 2012, em 204 capítulos, substituindo a reprise de A História de Ana Raio e Zé Trovão e foi substituída por Corações Feridos. 
Teve autoria de Tiago Santiago, com colaboração de Renata Dias Gomes, Miguel Paiva e Elliana Garcia. Com direção de Reynaldo Boury, Luiz Antônio Piá e Marcus Coqueiro e produção-executiva de Sérgio Madureira. A ditadura militar do Brasil é o eixo principal da trama, mostrando as consequências do golpe militar que aconteceu no país entre os anos 1960 até o final dos anos 80, envolvendo a moda, a música, a expansão da televisão na vida da família brasileira. Foram investidos 25 milhões de reais na produção da telenovela, entre a produção de cenários, a compra de novos equipamentos e gravações em externas.
Conta com Graziella Schmitt, Cláudio Lins, Nico Puig, Thaís Pacholek, Patrícia de Sabrit, Lúcia Veríssimo, Licurgo Spínola e Jayme Periard nos papéis principais.

## Produção
Tiago Santiago começou a elaborar o esboço da novela em 1995, quando ainda era colaborador na Rede Globo, porém não encontrou espaço para produzi-la no canal. No período em que foi o principal autor da RecordTV, entre 2004 e 2009, o autor optou por escrever outras histórias focadas no romance e na ficção científica. Além disso, Tiago decidiu não apresentar a sinopse na emissora, uma vez que outra produção sobre a ditadura militar foi exibida em 2006, a novela Cidadão Brasileiro, de Lauro César Muniz. Antes do início das filmagens, por se tratar de uma sinopse histórica, a direção proporcionou para todo o elenco e produção um workshop sobre a ditadura militar entre os dias 3 e 4 de janeiro, inteirando-os sobre o assunto. O workshop foi conduzido pela jornalista Joyce Ribeiro e teve depoimentos de torturados pela ditadura, começando pelo músico Luiz Ayrão, o político Ricardo Zarattini, Carlos Russo Jr. e a jornalista Rose Nogueira, que teve seu filho, recém-nascido, ameaçado de ser queimado vivo em sua frente pelos militares.
Tiago pensou em abordar na trama a história do revolucionário Che Guevara, mas não houve acordo com a família do mesmo e a história foi deixada de lado. Com o começo da produção em fevereiro, a abertura conta com uma computação gráfica, usando uma técnica para que as pessoas desapareçam.  Embalada aos som de "Roda Viva", pela banda MPB-4, a vinheta de abertura mostra jornalistas, estudantes, políticos, artistas desaparecendo em cena, numa alusão aos desaparecidos ou capturados pelo regime militar. Logo após dois meses de Amor e Revolução entrar no ar, a direção da telenovela decidiu fazer a primeira pesquisa de opinião do público sobre a trama.
O produtor executivo, Sérgio Madureira no dia 11 de fevereiro de 2011 sofreu um Acidente Vascular Cerebral e ficou em coma profundo em São Paulo. O produtor acabou falecendo na manhã do dia 30 de março de 2011. Sérgio estava há mais de dois meses em coma e sua morte acabou abalando os atores e os produtores da telenovela.

### Ditadura militar na teledramaturgia
A ditadura militar do Brasil foi utilizada como temática algumas vezes na televisão, mas sempre como pano de fundo somente, sendo apresentada nas telenovelas Irmãos Coragem (1970), O Bem-Amado (1973), Gabriela (1975), Roque Santeiro (1975), Saramandaia (1976), Guerra dos Sexos (1983), Vereda Tropical (1984) e a primeira fase de Senhora do Destino (2004). A ditadura foi tema central apenas em duas produções: na minissérie Anos Rebeldes (1992), da Rede Globo, e na telenovela Cidadão Brasileiro (2006), da RecordTV, que trouxe como foco central a luta dos estudantes contra os militares. Desta forma, Amor e Revolução foi a segunda telenovela a trazer o tema como foco principal.
No Brasil não há memoriais aos crimes ocorridos depois do golpe de Estado, ao passo que nas principais cidades como Rio, São Paulo ou Brasília há avenidas com nomes de ditadores como Humberto Castelo Branco ou Emilio Garrastazú Médici. O período da ditadura, exceção dos demais países sul-americanos, é tratado pelos meios de comunicação brasileiros apenas por "governo militar" e os generais que comandaram o país são mencionados frequentemente como "ex presidentes". Por isto Santiago conta que é importante inserir o tema no público televisivo, principalmente o mais jovem, além de contribuir para que as antigas gerações possam "lavar as feridas".

### Gravações e cenografia

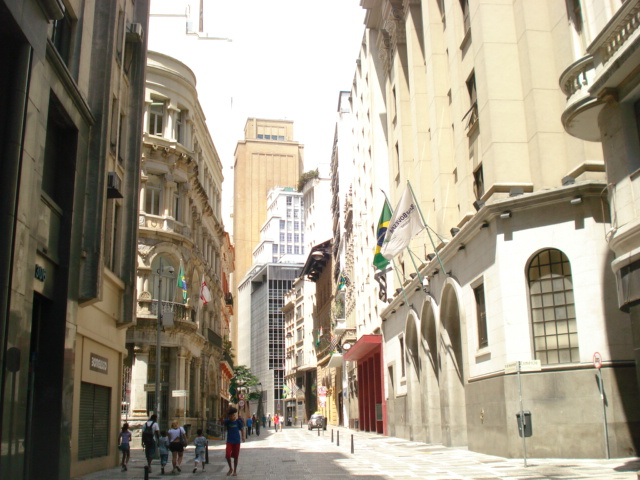
As construções históricas do Centro de São Paulo foram utilizadas como cenário para a novela.

As gravações da novela começaram dia 10 de janeiro de 2011, com um treinamento militar, os atores tiveram aulas sobre como manejar armas e atirar com Sérgio Farjalla Jr., preparador do elenco da grande produção cinematográfica brasileira Tropa de Elite. Para as cenas de ação, os atores aprenderam sobre artes marciais, aulas de expressão corporal e coreografia de luta para a composição de cenas e caracterização de personagens. As gravações se encerraram no dia 26 de agosto de 2011, completando mais de 6 meses de gravações. Entre os dias 5 e 7 de fevereiro de 2011 diversas cenas envolvendo tortura ainda não exibidas na novela foram vazadas no Youtube.
Além do Brasil, a história também se passa em Cuba (mas gravada no estado de São Paulo). No Brasil, há cenários de todos os estados, entre o meio da década de 1960 e o início da década de 1970, respectivamente entre 1964 a 1972. Algumas locações de Amor e Revolução foram em um sítio localizado em Santana do Parnaíba, na região metropolitana da capital paulista; uma fazenda de café, em Itu, interior de São Paulo; o Educandário Dom Duarte, na zona oeste da cidade de São Paulo; o Palácio dos Cedros, no Ipiranga (bairro de São Paulo); o largo São Francisco, a rua do Comércio e a rua XV de Novembro (São Paulo); o Parque da Independência (cidade São Paulo); e alguns locais da cidade do Rio de Janeiro.

### Escolha do elenco
Tiago Santiago queria Ana Paula Arósio como a protagonista da novela ainda em 2010 quando soube que ela abandonou as gravações de Insensato Coração e rescindiu o contrato com a Rede Globo, porém ela recusou por não querer mais trabalhar como atriz. Alice Braga foi convidada na sequência, uma vez que o autor queria ser responsável por lançar a sobrinha de Sônia Braga nas novelas, mas ela não aceitou por não querer fazer televisão ou se ausentar de sua carreira internacional por muito tempo. Tiago ainda tentou tirar algumas atrizes da RecordTV com quem tinha trabalhado, como Bianca Rinaldi e Renata Dominguez, porém ambas recusaram. Day Mesquita e  Graziella Schmitt fizeram os testes, sendo que a segunda ficou com o papel. Patrícia de Sabrit havia abandonado a carreira de atriz em 2003 e se mudado para a Europa com seu marido, aceitando o convite para fazer uma participação especial de duas semanas na novela após conversas com o diretor. Após a boa recepção da personagem, a atriz aceitou permanecer na novela até o final, morando temporariamente no Brasil para isso.
Diversos atores que trabalharam com o autor em Uma Rosa com Amor foram convidados para participar do elenco de Amor e Revolução, incluindo Cláudio Lins, Pathy Dejesus, Joana Limaverde, Luciana Vendramini e Isadora Ribeiro.

## Enredo
Ambientada no Rio de Janeiro e em São Paulo, a trama tem início com o Golpe de 1964 e perpassa pelo período mais obscuro da ditadura militar, os chamados anos de chumbo. “A intenção é narrar a história de personagens diretamente ligados ao tema da ditadura, seja a favor ou contra, como militares, guerrilheiros, torturadores, artistas, jornalistas, advogados e estudantes nos anos brutais da repressão. É possível que avancemos até a guerrilha do Araguaia, no começo da década de 70”, observa Tiago Santiago. “Amor e Revolução” conta a grande história de amor vivida pelo militar José Guerra e pela guerrilheira Maria Paixão, casal protagonista do folhetim. À primeira vista, o amor entre os dois é impossível, pois Maria é líder do movimento estudantil e vai para a luta armada, e José Guerra é um militar da Inteligência, contra a ditadura, democrata, porém filho de um general da linha-dura. Os dois têm rivais: o jovem dramaturgo de esquerda Mário Vieira e a bela e glamurosa atriz Miriam, e surpresas podem acontecer.
A história da luta armada pelos ideais da democracia e liberdade no Brasil tão vivida por Batistelli e Jandira, casal coprotagonista de subversivos perseguidos pela repressão, desde o primeiro momento do golpe; a violência aos direitos humanos e abuso de poder por parte do delegado Aranha, do inspetor Fritz, e dos militares Major Filinto e General Lobo Guerra; a luta pela liberdade de expressão por meio da arte e da imprensa; a desagregação de famílias; a força de estudantes engajados que defendem a igualdade social no país; e as atrocidades cometidas contra os presos políticos são alguns dos temas abordados por Tiago Santiago em torno da trama central. A novela levanta discussões sobre as mudanças comportamentais na década de 60, como a liberação da mulher após a pílula, o feminismo, o movimento hippie, a cena teatral e musical, as transformações provocadas pela moda, entre outras revoluções culturais dos anos 60.

## Exibição
"É uma mudança no modo de fazer da emissora. Houve um diálogo com o Silvio Santos sobre a importância de a novela ser gravada ao mesmo tempo em que é exibida para poder reagir e interagir com a opinião do público, porque a gente tem a oportunidade de, se o público achar muito violenta, diminuir isso."

— Tiago Santiago sobre ter exigido que a novela fosse exibida enquanto era gravada, diferente das produções anteriores da emissora que iam ao ar totalmente gravadas.
Tiago Santiago colocou como condição que a novela fosse exibida ao mesmo tempo em que era gravada, tendo as filmagens realizadas apenas alguns capítulos à frente do que ia para a televisão, um diferencial, uma vez que as novelas do SBT costumavam ir ao ar totalmente gravadas e, algumas vezes, passavam anos engavetadas antes de serem exibidas. Amor e Revolução estreou com 40 capítulos escritos e 24 gravados. Tiago também avaliou que, pela temática militar, a novela deveria ter um ritmo mais lento no início para apresentar todos os fatos históricos antes de iniciarem as cenas de ação.
Com base na sinopse fornecida pela emissora, o Departamento de Justiça, Classificação, Títulos e Qualificação classificou inicialmente Amor e Revolução como "não recomendada para menores de 14 anos", antes do início de sua exibição.

### Chamadas
As prévias da produção passaram a ser exibidos em 22 de fevereiro de 2011, com 15 segundos de duração, anunciando a produção para abril. O SBT exibiu, no dia 9 de março de 2011, uma chamada de 5 minutos com cenas da trama, em que resumia toda a história e dizia "Só o SBT tem a coragem de passar a limpo a história recente do nosso país". A chamada foi vista como um ataque à Rede Globo, acusada de ter apoiado e de ter sido favorecida pela ditadura militar.

### Depoimentos
Para encerrar todos os capítulos de Amor e Revolução, foram usados depoimentos de pessoas que sofreram com a ditadura militar entre 1964 a 1985, seu tempo de duração. José Dirceu foi o primeiro a gravar o depoimento, que durou cerca de 70 minutos. O material captado foi elogiado pelo diretor da trama Reynaldo Boury: "Foi maravilhoso, tranquilo". Dirceu foi um líder estudantil na época, preso no final da década de 1960 e liberado após o sequestro de um embaixador americano arquitetado por guerrilheiros, se exilou na Cuba e após o fim da ditadura virou um político importante. A produção da telenovela aguardou o sinal verde da assessoria da Presidente da República Dilma Roussef, a qual também tem forte identificação com o período político, a mesma negou. Muitos políticos ou apoiadores da causa, na época, negaram dar depoimento, alegando ter medo de que mudem o que falaram na edição do vídeo:
A partir de julho de 2011, os depoimentos foram tirados do ar. A equipe da telenovela explicou que havia apenas depoimentos contra o golpe militar, e nenhum a favor, sendo assim, abolindo os depoimentos.

### Outras mídias
A telenovela Amor e Revolução está disponível no aplicativo de streaming SBT vídeos, desde 2020 com seus 204 capítulos da exibição original.

## Elenco
| Intérprete           | Personagem                        |
| -------------------- | --------------------------------- |
| Cláudio Lins         | Major José Guerra                 |
| Graziella Schmitt    | Maria Paixão                      |
| Thaís Pacholek       | Miriam Santos                     |
| Lúcia Veríssimo      | Jandira Batistelli                |
| Licurgo Spínola      | Rubens Batistelli                 |
| Nico Puig            | Major Filinto Guerra              |
| Patrícia de Sabrit   | Olívia de Oliveira Guerra/Violeta |
| Reynaldo Gonzaga     | General Alcides Lobo Guerra       |
| Glauce Graieb        | Ana Guerra                        |
| Mário Cardoso        | Thiago Paixão                     |
| Fátima Freire        | Lúcia Paixão                      |
| Jayme Periard        | Delegado Aranha                   |
| Gustavo Haddad       | Mário Viana                       |
| Giselle Tigre        | Marina Campobello                 |
| Luciana Vendramini   | Drª. Marcela Vina                 |
| Cláudio Cavalcanti   | Geraldo Cordeiro                  |
| Pathy Dejesus        | Nina Madeira                      |
| Paulo Leal           | João Paixão                       |
| Joana Limaverde      | Stela Lira                        |
| Carlos Thiré         | Chico Duarte                      |
| Cacá Rosset          | Beto Grande                       |
| Ernando Thiago       | Inspetor Fritz Stein              |
| Fábio Villa Verde    | Tenente Telmo Rosa                |
| Antônio Petrin       | Coronel Dr. Ruy Domenico Oliveira |
| Ivan de Almeida      | Coronel Santos                    |
| Fábio Rhoden         | Bartolomeu Fagundes Muniz         |
| Natasha Haydt        | Heloísa Oliveira                  |
| Élcio Monteze        | Luís Fagundes Muniz               |
| Dani Moreno          | Marta                             |
| Natália Vidal        | Bete                              |
| Nicole Puzzi         | Feliciana                         |
| Tiago Abravanel      | Davi                              |
| Pedro Lemos          | Padre Inácio                      |
| Diogo Savalla Picchi | Padre Bento                       |
| Lui Mendes           | Jeová Santos                      |
| Daniel Marinho       | Capitão Paulo Tavares             |
| ?                    | Henrique                          |
| Roberto Skora        | Major Borges                      |
| Diego Montez         | Gabriel                           |
| Aimée Madureira      | Edith                             |
| Regina Remencius     | Margarida Aranha                  |
| Marcelo Reis         | Couto                             |
| ?                    | Cabral                            |
| ?                    | Homero                            |
| Regiane Cesnique     | Fernanda                          |
| Isadora Petrin       | Sônia Salvatto                    |
| Daniel Uemura        | Nelson                            |
| Gabriela Portieri    | Enfermeira Julia                  |
| Diego Tresca         | Sargento Enfermeiro Josias        |
| Bruna Carvalho       | Lara Fiel                         |
| Thaynara Bergamim    | Alice Fiel                        |

### Participações especiais
| Intérprete            | Personagem               |
| --------------------- | ------------------------ |
| Gabriela Alves        | Odete Fiel               |
| Marcos Breda          | Carlo Fiel               |
| Cidinha Milan         | Lola Fagundes Muniz      |
| Isadora Ribeiro       | Bianca Luz               |
| Mário Borges          | Coronel Demóstenes       |
| Camila dos Anjos      | Cléo                     |
| Elizabeth Hartmann    | Elizangela Vina          |
| Luiz Carlos de Moraes | Marcelo Vina             |
| Jean Paulo Campos     | João Pedro               |
| Rogério Márcico       | Doutor Augusto Fiel      |
| Patrícia Mayo         | Juliana                  |
| Mateus Carrieri       | Roberto                  |
| Carlos Dias           | Cubano Diego             |
| Thiago Picchi         | Miguel Salvatto          |
| Luiz Baccelli         | Monsenhor                |
| Samantha Dalsoglio    | Vilminha                 |
| Waldir Gozzi          | Paulo Arikatan           |
| Marilice Cosenza      | Marília                  |
| Alexandre Frederico   | Aquiles Lobo Guerra      |
| Beto Sargentelli      | Dr. Madeira              |
| Danilo Sacramento     | Gomes                    |
| Cléber Martins        | Edson Luís de Lima Souto |
| Mariusa Bregôli       | Ivone                    |
| Gordo                 |                          |
| Marcelo Camargo       | Cardoso                  |
| Gustavo Lago          | Sargento Hércules        |
| Rodrigo Zanardi       | Júlio                    |
| Ronaldo Oliva         | Tony                     |
| Victor Branco         | Mr. Harry                |
| Thiago Rosseti        | Marquinhos               |

## Música
Laércio Ferreira é o diretor musical da novela. e a capa é estampada com os protagonistas Graziela Schmitt e Claudio Lins A trilha conta com grandes nomes da MPB, com músicas que protestam a ditadura militar.
| N.º | Título                             | Música                               | Duração |  |
| 1.  | "Roda Viva"                        | MPB4                                 | 03:41   |  |
| 2.  | "Menino Bonito"                    | Fernanda Takai                       | 03:00   |  |
| 3.  | "Alegria, Alegria"                 | Caetano Veloso                       | 02:48   |  |
| 4.  | "Cálice"                           | Pitty e Indireto                     | 03:40   |  |
| 5.  | "O Que Será?"                      | Chico Buarque e Milton Nascimento    | 02:42   |  |
| 6.  | "Nossa Canção (Preste Atenção)"    | Banda Vega                           | 02:50   |  |
| 7.  | "Este Seu Olhar"                   | Nara Leão                            | 03:20   |  |
| 8.  | "London, London"                   | Caetano Veloso                       | 03:52   |  |
| 9.  | "Coração de Papel"                 | Angela Márcia e Sérgio Reis          | 05:04   |  |
| 10. | "Gita"                             | Raul Seixas                          | 04:45   |  |
| 11. | "Viola Enluarada"                  | Marcos Valle e Milton Nascimento     | 05:12   |  |
| 12. | "Apesar de Você"                   | Chico Buarque, MPB4 e Quarteto em Cy | 04:08   |  |
| 13. | "José (Joseph)"                    | Rita Lee                             | 02:42   |  |
| 14. | "Preciso Aprender a Ser Só"        | Elis Regina                          | 04:10   |  |
| 15. | "Universo no Teu Corpo"            | Taiguara                             | 04:13   |  |
| 16. | "Vem Quente que Eu Estou Fervendo" | Ultraje a Rigor                      | 02:36   |  |

### Outras canções
Algumas canções que tocam ao decorrer da novela que não foram incluídas na trilha sonora oficial, lançada em compact disc. Mas ambas canções podem estar no volume de número dois da trilha sonora, que poderá ser lançado em breve.
- “José (Joseph)” - Roberta Campos[40]
- “Menino” - Milton Nascimento[40]
- “A Noite do Meu Bem” – Dolores Duran[40]
- “Ninguém Vive Sem Amor” – The Fevers[40]
- “Ninguém Vive Sem Amor” – Antiquarius[40]
- “Carcará” – Fafá de Belém[40]
- “Carcará” – Edu Lobo[40]
- “Opinião” – Nara Leão[40]
- “Pra Não Dizer que Não Falei das Flores” - Fafá de Belém[40]
- “Pra Não Dizer Que Não Falei das Flores” – Charlie Brown Jr.[40]
- “Disparada” – Jair Rodrigues[40]
- “Só Vou Gostar de Quem Gosta de Mim” - Danni Carlos[40]
- “Só Vou Gostar de Quem Gosta de Mim” - The Fevers[40]
- "Baby" - Os Mutantes[40]
- “Em Silêncio” – Trio Irakitan[40]
- “Construção” – Banda Vega[40]
- “Domingo no Parque” - Gilberto Gil[40]
- “Universo no Teu Corpo” - Lorena Lessa[40]

## Repercussão

### Recepção da crítica
O jornalista e crítico Leonardo Ferreira do jornal-site Extra começou elogiando a abertura da trama, dizendo: "O melhor momento do primeiro capítulo [...] ficou para o fim: a abertura. Ao som de "Roda viva", de Chico Buarque, ela mostra jornalistas, estudantes e outros personagens sumindo em cena, numa alusão aos desaparecidos ou capturados pelo regime militar.", o mesmo crítico, diz que o maior pecado do capítulo foi a direção, e diz que as atuação ainda não são julgáveis, mas destacou as atrizes Patrícia de Sabrit e Gabriela Alves como as melhores.
O crítico Mauricio Stycer, do site UOL, disse que a produção era "Uma boa novela", comentou sobre o depoimento final "Essa posição ficou explícita no final do primeiro capítulo, encerrado com o emocionado depoimento da ex-presa política Maria Amélia Teles, cujos filhos, então crianças, a viram ser torturada. Foi o momento mais impressionante em um capítulo frouxo, que deixou no ar a dúvida se “Amor e Revolução” será capaz, mesmo com todo o vento a seu favor, de seduzir o público." Mauricio acabou a crítica dizendo "O primeiro capítulo de “Amor e Revolução” foi, enfim, frustrante. Um tema ótimo, num bom momento, não é o suficiente para segurar uma novela."

### Audiência
A direção colocou como meta 10 pontos de audiência, uma vez que o autor vinha de bons trabalhos na RecordTV que chegaram a 20 pontos – como Prova de Amor e Caminhos do Coração. A estreia marcou 7 pontos com picos de 9, ficando em terceiro lugar atrás de Tapas e Beijos na Rede Globo com 19,2 e de Ribeirão do Tempo na RecordTV com 12,9, porém representando um aumento de três pontos em relação ao primeiro capítulo da última telenovela inédita da emissora, Uma Rosa com Amor. Logo na primeira semana a trama começou a cair na audiência e passou a marcar entre 4 e 5 pontos. Em maio, no entanto, a trama já marcava apenas 3 pontos.  A expectativa da direção era de que o beijo entre as personagens Marcela e Marina conseguisse finalmente atingir o segundo lugar, porém o capítulo atingiu apenas 6 pontos com picos de 9, ficando em quarto lugar atrás da Rede Globo, RecordTV e Band.
Após três meses, devido à grave crise na audiência, a emissora decidiu cortar as cenas de violência e tortura para focar em cenas mais românticas a fim de tentar aumentar os índices. As alterações, no entanto, não surtiram o efeito desejado e a novela continuou entre 3 e 5 pontos, variando entre a terceira e a quarta posição, alternadas com a Band.  O último capítulo marcou 6 pontos com picos de 8, garantindo a terceira colocação. Amor e Revolução teve uma média geral de 4,75 pontos, a segunda pior audiência da história das novelas originais do SBT, sendo superada apenas por sua sucessora Corações Feridos.

### Beijo lésbico
"A relação das duas até causa estranhamento porque é nos anos 60. Mas hoje em dia não há motivos para se chocar. É preciso começar a tratar os gays de forma natural porque não há nada de anormal em relação a eles. Não tem mais porque ter medo de mostrar."

— Luciana Vendramini sobre a cena.
A cena do beijo entre as personagens Marcela e Marina foi erroneamente tratada como a primeira da história da teledramaturgia brasileira. No entanto, o real primeiro beijo entre duas pessoas do mesmo sexo ocorreu entre Vida Alves e Geórgia Gomide no episódio "Calúnia", do seriado TV de Vanguarda, na TV Tupi, em 1963. Em 1990, 27 anos depois, também foi exibido o primeiro beijo entre dois homens, entre Raí Alves e Daniel Barcellos, na minissérie Mãe de Santo, exibida pela Rede Manchete. A cena em Amor e Revolução foi exibida no dia 12 de maio de 2011 e teve boa repercussão nas redes sociais, além de dobrar a audiência naquele capítulo dos demais dias, atingindo 6 pontos com picos de 9.
Maurício Stycer, do UOL, elogiou a ousadia de se exibiria cena, porém criticou o fato dela ocorrer em uma telenovela tida como fraca e mal elaborada: "O tema da novela é ótimo e oportuno, mas isso não basta para transformar 'Amor e Revolução' numa experiência agradável. No mesmo capítulo do beijo gay, por exemplo, um médico aplicou uma injeção com 'soro da verdade' num paciente, segurando a seringa com uma mão e o revólver com a outra. Em outra cena, um militante de esquerda reclamava por trocar sozinho o pneu do carro, enquanto um padre recitava trechos da Bíblia e duas mulheres conversavam sobre o amor". Jorge Luiz Brasil, redator-chefe da revista especializada Minha Novel], também parabenizou a iniciativa. Fernando Oliveira, do portal iG, viu a cena de forma positiva por "quebrar tabus", mas, ao mesmo tempo, criticou as deficiências da produção.

## Controvérsias

### Semelhanças com a vida real
Após divulgados alguns perfis dos personagens, foram especuladas coincidências entre a vida real e a ficção. Políticos que lutaram contra a ditadura militar poderiam estar sendo adaptados e usados nos perfis das personagens.
| “ | Isso não é verdade. Não existe nenhum personagem inspirado especificamente em uma pessoa real. Tem gente que diz que a Maria [personagem de Graziella Schmitt] é a Dilma. Não é. A Dilma não se apaixonou por um militar. Então, a Dilma é a Jandira [personagem de Lúcia Veríssimo], que gostava de um outro guerrilheiro? Sim, tem mais semelhanças com a Jandira. Agora, assim como a Dilma, várias outras mulheres seguiram esse caminho. Qualquer pessoa que tenha ido para a luta armada vai se identificar com um trecho ou com outro. Nem estudei a vida da Dilma nesse ponto. Qualquer semelhança será mera coincidência. | ” |

Após a evidência da história de Dilma Rousseff, que lutou contra a ditadura militar, houve especulações que a protagonista da próxima novela de Tiago seria inspirada na história da presidente, desde já, Tiago nega a inspiração e deixa claro que qualquer personagem que tenha semelhança a vida real de qualquer pessoa é uma mera coincidência.

### Reação dos militares
Logo após a estreia, um grupo de militares pediu o fim da exibição da novela ao Ministério Público Federal através de um abaixo-assinado apresentado pelo Portal Militar, por não concordarem com o que estava sendo exibido. Em 18 de abril, o pedido foi arquivado. O autor do abaixo-assinado é José Luiz Dalla Vecchia, membro da diretoria da Associação Beneficente dos Militares Inativos da Aeronáutica (ABMIGAer). O documento acusa o governo federal de ter feito um acordo com o SBT para facilitar a aprovação da Comissão Nacional da Verdade, em troca de anular a dívida do Banco Panamericano, de Silvio Santos, dono da emissora.
| “ | É óvio que o Governo Federal através da Comissão da Verdade, recém criada, está participando do acordo em exibir a novela “Amor e Revolução” no SBT. Parece-nos que se trata de um acordo firmado com o empresário Silvio Santos, visando o saneamento do “Banco Panamericano” do próprio empresário. As Forças Armadas não devem permitir, dentro da legalidade, que tal novela seja exibida, pelos motivos óbvios abaixo declarados. Convém salientar que as Forças Armadas já se manifestaram negativamente a respeito da novela Amor e Revolução. Texto do abaixo-assinado: Diante de o Governo Federal através da Comissão da Verdade, recém criada, estar, como tudo indica, participando do acordo em exibir a novela “Amor e Revolução” no SBT (trata-se de um acordo firmado com o empresário Silvio Santos, visando o saneamento do “Banco Panamericano” do próprio empresário, envolvido em escândalo no sistema financeiro nacional). Sendo assim, o efetivo das Forças Armafas, tanto da ativa como inativos e pensionistas, vêm respeitosamente através desse abaixo-assinado, como um instrumento democrático, solicitar do digno Ministério Público Federal, representado acima, providências em defesa da normalidade constitucional, vista o cumprimenro da lei de anistia existente, conforme já decidiu o Supremo Tribunal Federal. Nestes termos pede deferimento em caráter urgentíssimo. | ” |

De acordo com Thiago Santiago, o abaixo-assinado é "despropositado", uma vez que "a novela é respeitosa com as Forças Armadas, mostrando herói militar e oficiais democratas, a favor da legalidade". Ele disse ainda que o argumento de que a novela estaria relacionada com o saneamento do banco PanAmericano também não procede. "A proposta partiu de mim para o SBT e não vice-versa. Comecei os trabalhos antes de saber que havia qualquer problema com o banco e antes de saber também que a presidente Dilma Rousseff seria eleita", declarou. Santiago ainda disse que a tentativa de querer tirar a novela do ar "interessa apenas aos criminosos, torturadores e assassinos, que violaram as convenções de Genebra, nos chamados anos de chumbo da ditadura militar".
| “ | Esse abaixo-assinado está mal escrito, está desinformado. A Comissão da Verdade nem foi aprovada ainda! E, de qualquer forma, a novela nada tem a ver com a Comissão da Verdade. É um projeto meu que já tem 15 anos, criado na época em que eu trabalhava com o Herval Rossano na TV Globo. Não podem dizer que estou denegrindo a imagem dos militares, o próprio herói é um militar democrata. A novela tem esquerdistas, militares de direita, democratas... Eu não coloco todos os militares no mesmo saco dos torturadores, não. “Amor e revolução” não é uma trama contra militares. É uma tentativa de censura, o que é inconstitucional. Isso é um protesto desesperado de gente que tem o rabo preso, gente que não quer ver esses depoimentos com medo de que algo aconteça a eles. Tirar a novela do ar só interessa a quem tem medo! A grande maioria dos militares está gostando da novela. | ” |